# KIJI
KIJI（104.3 FM，“TenFour”）是位于关岛杜梦的一个广播电台，在2005年9月1日开播，主要播放1970-1980年代的迪斯科舞曲。

## 简介
电台在开播后开始为来自日本的游客以及居住在关岛的日本人提供新闻，另外此电台也开设了针对关岛人的日语教学节目。由于电台主要播放1970-1980年代的迪斯科舞曲，故又被称为“怀旧广播”。